# Vuelta a Andalucía 1984
La 30ª edición de la Vuelta a Andalucía se disputó entre el 7 y el 12 de febrero de 1984 con un recorrido de 790,40 km dividido en un prólogo y 5 etapas, una de ellas doble, con inicio en Mijas y final en Águilas. 
Participaron 72 corredores repartidos en 9 equipos de los que sólo lograron finalizar la prueba 60 ciclistas.
El vencedor, el español Julián Gorospe, cubrió la prueba a una velocidad media de 34,648 km/h. La clasificación de la regularidad fue para el belga Guido Van Calster, mientras que en la clasificación de la montaña y en la de metas volantesse se impusieron respectivamente los corredores españoles Felipe Yáñez y Alfonso Gutiérrez.

## Etapas
| Etapa   | Fecha         | Recorrido                 | Km        | Ganador de la etapa |
| Prólogo | 7 de febrero  | Mijas - Mijas             | 3,9       | Gerrie Knetemann    |
| 1ª      | 8 de febrero  | Torremolinos - Fuengirola | 123,0     | Guillermo Arenas    |
| 2ª      | 9 de febrero  | Málaga - Écija            | 183,0     | Guido Van Calster   |
| 3ª      | 10 de febrero | Écija - Cabra             | 167,0     | Alfons De Wolf      |
| 4ª      | 11 de febrero | Cabra - Granada           | 178,0     | Jacques van Meer    |
| 5ª (a)  | 12 de febrero | Baza - Águilas            | 131,0     | Noël Dejonckheere   |
| 5ª (b)  | 12 de febrero | Águilas - Águilas         | 4,5 (CRI) | Gerrie Knetemann    |